# Erik Gilissen
Erik Gilissen, né le 19 septembre 1968 à Bilzen, est un homme politique belge, membre du Vlaams Belang (VB).

## Biographie
Erik Gilissen nait le 19 septembre 1968 à Bilzen.
Aux élections législatives fédérales de 2019, Erik Gilissen est élu à la Chambre des Représentants.